# José Manuel Mójica Legarre
José Manuel Mójica Legarre (Castiliscar, septiembre de 1955-Zaragoza, 22 de julio del 2022) fue un escritor escéptico y un gran cocinero español.

## Juventud y estudios
Hijo único de una familia humilde, inició su educación con una beca del P.I.O. (Principio de Igualdad de Oportunidades) hasta graduarse como bachiller, para iniciar estudios después en la Escuela de Artes y Oficios Artísticos de Zaragoza en la que nunca se graduó ya que ingresó como voluntario en el Ejército del Aire. Tras hacer el curso de Paracaidistas, se enroló en La Legión francesa en la que no terminó de cumplir su contrato.
Incansable viajero, estudió cocina en Francia y, durante casi toda su vida ha trabajado como Chef en diferentes países, de manera intermitente, ya que sus inquietudes hicieron que no fuera capaz de quedarse nunca mucho tiempo en un mismo lugar. Sus contactos en el sur de Francia con tribus Romanís, Manouches y Tsiganes en general, le impulsó a iniciar un trabajo sobre las Leyes de los Pueblos Romanís.
A lo largo de su vida ha trabajado, además, como dibujante, cantautor, director-locutor del programa de radio Una hora de más en Radio Santa Marta perteneciente a la Cadena Radial Colombiana, Caracol, como redactor en el diario el Informador de Santa Marta, como guía turístico y algunas otras ocupaciones.

## Viajero y escritor
Durante una larga estancia en Sudamérica, viajó al interior de la selva colombiana donde pudo conocer y estudiar, viajando desde Puerto Inírida hacia el interior de la jungla, a una tribu de indios Puinave, Hombres hormigas, y después, una vez en territorio venezolano, pudo intimar con los indios Pemones y con los Yanomami ya en la frontera entre Brasil y Venezuela. El conocimiento que adquirió sobre las costumbres de estos pueblos primitivos, que aún conservan un liderazgo moral, le indujo a encontrar paralelismos entre los reglamentos y costumbres de los pueblos no integrados en las sociedades modernas; en ese momento retomó el trabajo que había iniciado a propósito de las Leyes Romanís.
De vuelta en Europa trabajó como Chef de Cocina en España y publicó su primer libro de investigación La Gastronomía en tiempos de San Francisco de Javier por encargo de la Sociedad Cultural Baja Montaña/Mendi Behera, de Sangüesa, Navarra y, poco tiempo después publicó, bajo el auspicio del Excelentísimo Ayuntamiento de Sos del Rey Católico, Zaragoza, otro libro de investigación La Cocina Medieval en la Villa de Sos del Rey Católico; pero su inclinación a la investigación no se circunscribe a la Cocina o la Gastronomía, por lo que acaba de publicar un tercer libro titulado La llama frente al huracán en la Editorial AQUA de Zaragoza.
La llama frente al huracánrecoge todo lo que ha podido aprender del Pueblo Romaní. El subtítulo de este libro El Testamento del Patriarca  indica claramente que, bajo la forma literaria de un testamento, un Patriarca Gitano, desvela a sus sucesores todo cuanto deben hacer para ejercer con propiedad su cargo de Patriarcas, y les enseña a manejar las herramientas de las que disponen, tales como el silencio, la palabra o el poder de convicción.  
Con la mirada de un dios cobarde, también publicada por Editorial AQUA de Zaragoza, es una novela que cuenta las andanzas de Salubha Soniché, el Patriarca, hasta el momento en que decidió escribir su Testamento; esta publicación tiene un apartado en el que, por primera vez, se detalla la Ley gitana y se compara con la Ley de Moisés, el judaísmo actual, el hinduismo y el cristianismo.
En 2006, su libro La Cocina Medieval en la Villa de Sos del Rey Católico fue finalista en los Premios Gourmet World Award Cookbook, de la Casa Cointreau, en la categoría Culinary History. Las obras Con la mirada de un dios cobarde y La llama frente al huracán representaron a la Editorial AQUA en el stand del Gobierno de Aragón en las Ferias Editoriales de Barcelona (España), Fráncfort del Meno (Alemania) y Guadalajara (México) celebradas a finales de 2007.
En enero de 2008 funda con el editor José Vela y el ingeniero José Rabassov, la Asociación Cultural El Tintero, cuya primera tarea fue convocar el Primer Certamen literario Rosendo Tello dirigido a los autores noveles de narrativa. Este certamen tiene como premio la publicación de la obra ganadora.
En mayo de 2010, recibió la medalla de honor de la ciudad francesa de Marmande y fue nombrado de manera honorífica, «Embajador de las Cinco Villas», en dicha ciudad.

## Obras
- La gastronomía en tiempos de San Francisco Javier, de J. M. Mójica; Baja Montaña-Mendi Behera, 2005.
- La Cocina Medieval en la Villa de Sos del Rey Católico; J. M. Mójica; Ayuntamiento de Sos del Rey Católico, Zaragoza 2006.
- La llama frente al huracán. El testamento del patriarca, de J. M. Mójica; Edición: Aqua 2007.
- Con la mirada de un dios cobarde, de J.M. Mójica; Edición: Aqua 2007.
- Cocina Medieval y Renacentista, de J.M. Mójica; Edición: Aqua 2008.
- 6 Años con el diablo. Génesis, de J.M. Mójica; Edición: Aqua 2008.
- FRASCUELO. ¡Se lo juro padre; volveré a las Cinco Villas!, de J.M. Mójica; Edición: Aqua 2009.Segunda Edición marzo de 2009.
- Radiografía de un delirio, de J.M. Mójica; Edición: Aqua 2010.
- Recettes de cuisine a travers les ages, de J.M. Mójica; Edición: Aqua 2010.